# Nycteris woodi
Nycteris woodi es una especie de murciélago de la familia Nycteridae.

## Distribución geográfica
Se encuentra en Zambia Malaui Mozambique Zimbabue y Sudáfrica.